# Safet Nadarević
Safet Nadarević (Cazin, 30 augustus 1980) is een Bosnische voetballer die sinds 2012 als verdediger uitkomt voor NK Zagreb. Eerder speelde hij voor onder meer FK Sarajevo en Eskişehirspor. Hij begon zijn loopbaan bij de lokale club FK Krajina Cazin.

## Interlandcarrière
Nadarević speelde – inclusief officieuze duels – in totaal dertig keer uit voor het Bosnisch voetbalelftal. Onder leiding van bondscoach Husnija Arapović maakte hij zijn debuut op 23 juni 2001 in de vriendschappelijke wedstrijd tegen Bahrein (1-0), die werd gespeeld in Shah Alam, Maleisië. Bosnië won dat duel door een treffer van Almin Kulenović.